# 2013년 룩소르 열기구 추락 사고

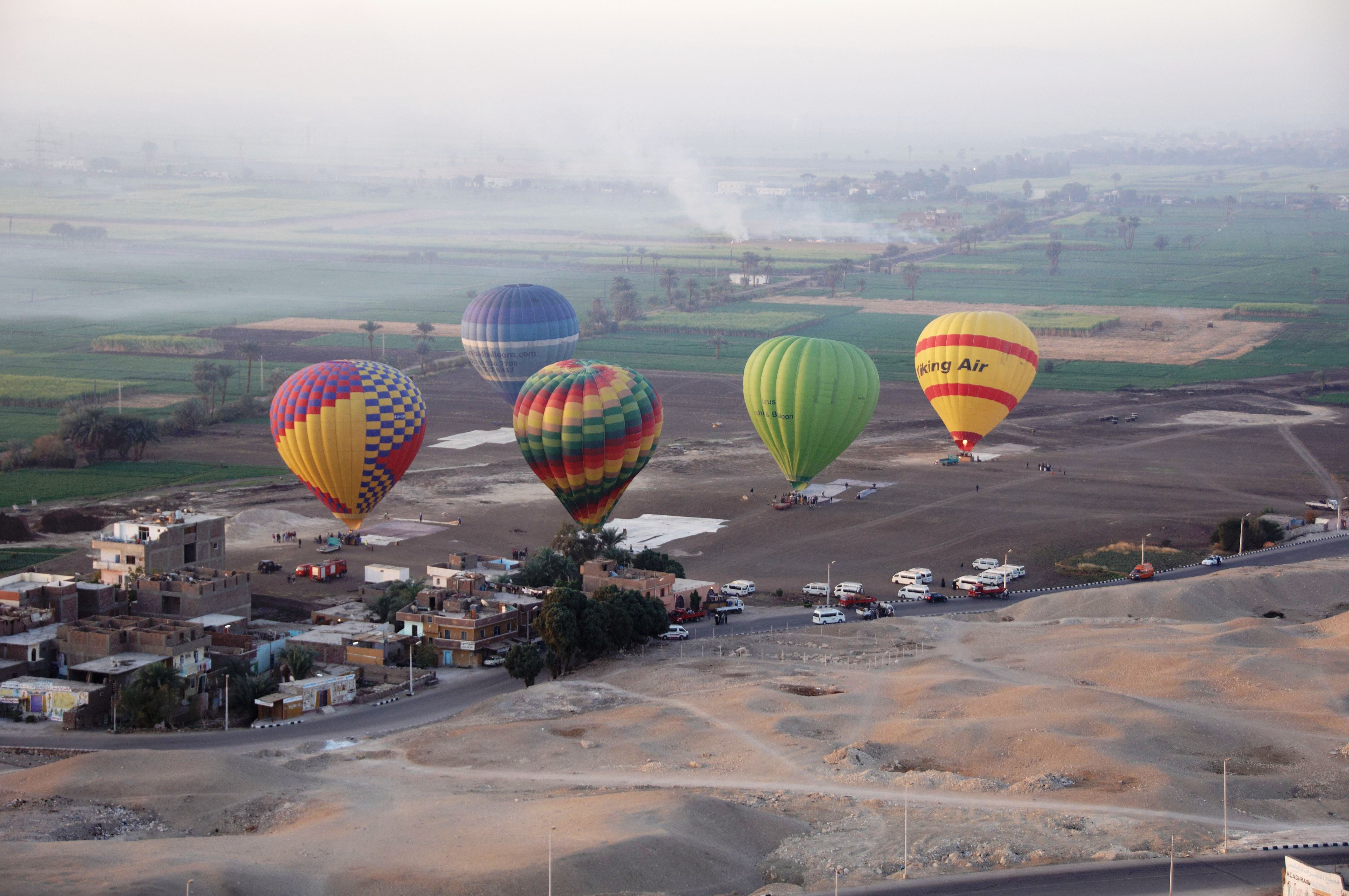
사고로 추락한 열기구 (왼쪽에서 세 번째)

2013년 룩소르 열기구 추락 사고는 2013년 2월 26일 (현지 시간) 이집트 룩소르에서 열기구가 추락한 사고이다. 이 열기구에는 여러 나라의 관광객이 탑승하고 있었으며, 19명이 사망하였다. 1989년에 오스트레일리아 앨리스스프링스에서 일어난 열기구끼리의 충돌로 13명이 사망한 사고 이후 열기구 사고로 사상 최다의 사망자를 낸 사고가 되었다.

## 배경 및 경과
| 국적   | 사망 | 부상 |
| ------ | ---- | ---- |
| 홍콩   | 9    | -    |
| 일본   | 4    | -    |
| 영국   | 2    | 1    |
| 프랑스 | 2    | -    |
| 이집트 | 1    | 1    |
| 헝가리 | 1    | -    |

사고는 이집트의 수도 카이로에서 남쪽으로 약 9시간 떨어진 도시 룩소르 상공에서 발생하였다. 현지 시간 오전 6시 반경, 관광객 20명과 조종사 1명을 태운 열기구가 비행을 끝내고 착륙하는 과정에서 화재가 발생했다. 열기구는 상공 300m 부근에서, 고구마밭에 추락했다. 총원 21명 중 19명 (관광객 일본인 4명, 홍콩인 9명, 영국인 2명, 프랑스인 2명, 헝가리인 1명, 승무원 이집트인 1명)이 사망하였고, 2명 (관광객 영국인 1명, 조종사 이집트인 1명)이 다쳤다. 사고 현장에서 수 km 떨어진 룩소르 시가지에서도 폭발음이 들렸다. 화재와 발생하면서 열기구의 공기를 단번에 데워 급상승을 시작하게 되었고, 이집트인 조종사가 먼저 뛰어내렸고, 영국인 2명이 뒤를 이었다. 열기구에서 연기가 발생하면서, 200m 정도 상승하는 동안에도 8명이 차례로 뛰어 내렸다. 뛰어내리지 못한 10명을 태운 채 중력이 가벼워진 것으로 급상승한 후 추락했다.